# Administração Apostólica da Albânia Meridional
A Administração Apostólica da Albânia Meridional (em latim: Administratio Apostolica Albaniae Meridionalis) é uma administração apostólica da Igreja Católica, sufragânea da Arquidiocese de Tirana-Durrës. Até 2010 havia batizado cerca de 3.558 pessoas em uma população de 2.137.000 habitantes. Hoje é governada pelo bispo Giovanni Peragine, B.

## Território
A administração apostólica estende sua jurisdição sobre os fiéis de ambos os ritos latino e bizantino na parte sul da Albânia, que é povoada principalmente por cristãos ortodoxos e muçulmanos.
A administração apostólica inclui as prefeituras de Gjirokastër, Berat, Korçë, Elbasan, Fier, Vlorë.
A sede episcopal é a cidade de Fier.
O território está dividido em 8 paróquias.

## História
A administração apostólica foi erigida em 11 de novembro de 1939 pela bula papal Regiones Inter de Pio XII, com território desmembrado da Arquidiocese de Durrës.
Foi originalmente sufragânea da Arquidiocese de Shkodër, porém, em 25 de janeiro de 2005 juntou-se à província eclesiástica de Tirana-Durrës.

## Líderes
- Leone Giovanni Battista Nigris (1940–1945)
- Nicholas Vincent Prennushi, OFM (1946–1952)
  - Sede vacante (1952–1992)
- Ivan Dias (1992–8 de novembro de 1996)
- Hil Kabashi, O.F.M. (3 de dezembro de 1996-15 de junho de 2017)
- Giovanni Peragine, B. (15 de junho de 2017-20 de maio de 2024) Nomeado arcebispo coadjutor de Shkodër-Pult

## Estatísticas
Até o final de 2010, a diocese havia batizado 3.558 pessoas em uma população de 2.137.000, o que corresponde a 0,2 % do total.